# Tündéri keresztszülők: Új kívánság
A Tündéri keresztszülők: Új kívánság (eredeti cím: The Fairly OddParents: A New Wish) 2024-ben bemutatott amerikai 3D-s számítógépes animációs vígjátéksorozat, amelyet Daniel Abramovici, Ashleigh Crystal Hairston, Lindsay Katai és Dave Stone alkotott, a Tündéri keresztszülők című sorozat alapján.
Amerikában 2024. május 17-én a Nickelodeon, Magyarországon 2024. november 14-én a Netflix mutatta be.

## Ismertető
Hazel Wells, egy 10 éves kislány, aki nemrég költözött Dimmadelphia városába apja új munkahelye miatt. Amellett, hogy ismeretlen környezetbe került, most először van bátyja, Antony nélkül, aki elment főiskolára, így a lány magányosnak és bizonytalannak érzi magát. Mindez megváltozik, amikor a rózsaszín-zöld hajú szomszédokról kiderül, hogy nem hétköznapi szomszédok, hanem Cosmo és Wanda, a tündérkeresztszülők, akik előbújnak a nyugdíjból, hogy Hazel tündérkeresztszülei legyenek.

## Szereplők

### Főszereplők
| Szereplő            | Eredeti hang              | Magyar hang     | Leírás |
| ------------------- | ------------------------- | --------------- | --- |
| Hazel Wells         | Ashleigh Crystal Hairston | Hegedűs Johanna | Kalandvágyó 10 éves kislány, különleges érdeklődéssel és még vadabb fantáziával. Cosmo és Wanda a lány tündérkeresztszülei, és minden kívánságát teljesíti, mivel bátyja, Antony főiskolára megy, így a lány magányosnak érzi magát. |
| Cosmo               | Daran Norris              | Markovics Tamás | Hazel tündér keresztapja és Vanda férje. |
| Jorgen Von Strangle | Daran Norris              | Megyeri János   | Az önmagát "az univerzum legkeményebb tündérének" nevező tündér és a Tündérkeresztszülő Akadémia vezető oktatója. |
| Wanda               | Susanne Blakeslee         | Náray Erika     | Hazel tündér keresztanyja és Cosmo felesége. |

### Mellékszereplők
| Szereplő              | Eredeti hang      | Magyar hang      | Leírás |
| --------------------- | ----------------- | ---------------- | --- |
| Angela Wells          | Jentel Hawkins    | Molnár Gyöngyi   | Hazel anyja. |
| Marcus Wells          | Asante Jones      | Pásztor Tibor    | Hazel apja. |
| Antony Wells          | A.J. Beckles      | Czető Ádám       | Hazel bátyja, aki elhagyta őt a főiskola miatt. |
| Winn Harper           | Iris Menas        | Gergely Johanna  | Hazel barátai. |
| Jasmine Tran          | Merk Nguyen       | Schmidt Karolina | Hazel barátai. |
| Fred                  | Marcus Montgomery | Pálinkás Márton  | Hazel egyik osztálytársa, aki halkan beszél és ASMR-videókat készít. |
| Devin "Dev" Dimmadome | Kyle McCarley     | Tóth Csanád      | Dale Dimmadome fia és a legendás iparmágnás, Doug Dimmadome unokája. Hazel ellenfele egészen, de később összebarátkoznak. MIután barátságuk az apja csalása miatt megromlott, Dev saját tündérkeresztszülőt kap, az immár felnőtt Pufit (akit most Levi néven emlegetnek). |
| Dale Dimmadome        | JP Karliak        | Széles Tamás     | Dev apja és Doug fia. |
| Mr. Jorge Guzman      | Carlos Alazraqui  | Péter Richárd    | Hazel tanára. |
| Bev                   | Grey DeLisle      | Schmidt Antónia  | Hazel egyik osztálytársa és Dev szerelme, aki focizik. |
| Mrs. Amy Krentz       | Grey DeLisle      | Sági Tímea       | Hazel iskolaigazgatója. |
| Vicky                 | Grey DeLisle      | Dögei Éva        | Egykori bébiszitter, aki imádja kínozni a gyerekeket kemény munkával. |
| Trev                  | Eric Bauza        | Rostás Ábel      | Hazel egyik osztálytársa |
| Levendula "Levi"      | Eric Bauza        | Seszták Szabolcs | Kiskorában Pufinak hívták. Dev tündér keresztapja, Cosmo és Wanda immár felnőtt fia. |

### Magyar változat
- Magyar szöveg: Szemere Laura
- Dalszöveg: Cseh Dávid Péter
- Hangmérnök: László László, Baltazár Boldizsár
- Vágó: Bogdán Gergő
- Gyártásvezető: Bogdán Anikó
- Zenei rendező: Weichinger Kálmán
- Szinkronrendező: Dobay Brigitta
- Produkciós vezető: Haramia Judit

A szinkront az Iyuno Hungary készítette.

## Epizódok
| #   | #   | Eredeti cím                               | Magyar cím                          | Rendező                     | Író                            | Eredeti premier    | Magyar premier   | Magyar premier       |     |        |                               |                                            |                 |                    |                 |
| --- | --- | ----------------------------------------- | ----------------------------------- | --------------------------- | ------------------------------ | ------------------ | ---------------- | -------------------- | --- | ------ | ----------------------------- | ------------------------------------------ | --------------- | ------------------ | --------------- |
| #   | #   | Eredeti cím                               | Magyar cím                          | Rendező                     | Író                            | Eredeti premier    | 1.               | 1.                   | Fly | A légy | Adriel Garcia és Shawna Mills | Ashleigh Crystal Hairston és Lindsay Katai | 2024. május 17. | 2024. november 14. | 2025. május 26. |
| 2.  | 2.  | The Department of Magical Violations      | Mágiatörvény-sértés                 | Nico Selma                  | James III                      | 2024. május 21.    | 2025. május 27.  |                      |     |        |                               |                                            |                 | 2024. november 14. |                 |
| 2.  | 2.  | Teacher's Pal                             | A tanár kis barátja                 | Jenn Strickland             | Neyah Barbee                   | 2024. május 22.    | 2025. május 27.  |                      |     |        |                               |                                            |                 | 2024. november 14. |                 |
| 3.  | 3.  | A Dinosaur in Dimmadelphia                | Dinoszaurusz Dimmadelphiában        | Adriel Garcia               | James III                      | 2024. május 23.    | 2025. május 28.  |                      |     |        |                               |                                            |                 | 2024. november 14. |                 |
| 3.  | 3.  | Fearless                                  | Bátorság                            | Shawna Mills                | Lindsay Katai                  | 2024. május 27.    | 2025. május 28.  |                      |     |        |                               |                                            |                 | 2024. november 14. |                 |
| 4.  | 4.  | The Wellsington Hotellsington             | A Wellsington Hotellsington         | Nico Selma                  | Ashleigh Crystal Hairston      | 2024. május 28.    | 2025. május 29.  |                      |     |        |                               |                                            |                 | 2024. november 14. |                 |
| 4.  | 4.  | 1500 Minutes of Fame                      | 1500 perc hírnév                    | Adriel Garcia               | Neyah Barbee                   | 2024. május 29.    | 2025. május 29.  |                      |     |        |                               |                                            |                 | 2024. november 14. |                 |
| 5.  | 5.  | 28 Puddings Later                         | 28 pudinggal később                 | Shawna Mills                | Wilder Smith                   | 2024. május 30.    | 2025. május 30.  |                      |     |        |                               |                                            |                 | 2024. november 14. |                 |
| 5.  | 5.  | Trial and Hair-ror                        | Hajrém                              | Nico Selma                  | Kayla Renee Brooks             | 2024. június 3.    | 2025. május 30.  |                      |     |        |                               |                                            |                 | 2024. november 14. |                 |
| 6.  | 6.  | Weird Science                             | Tudományos furcsaságok              | Shawna Mills                | Alec Schwimmer                 | 2024. június 4.    | 2025. június 2.  |                      |     |        |                               |                                            |                 | 2024. november 14. |                 |
| 6.  | 6.  | Mystery She Wished                        | Rejtélyek nyomában                  | Nico Selma                  | Alex Horab                     | 2024. június 5.    | 2025. június 3.  |                      |     |        |                               |                                            |                 | 2024. november 14. |                 |
| 7.  | 7.  | Prime Meridian Love                       | Képregényhős                        | Adriel Garcia               | Wilder Smith                   | 2024. június 6.    | 2025. június 4.  |                      |     |        |                               |                                            |                 | 2024. november 14. |                 |
| 7.  | 7.  | Stanky Danky                              | Büdi barát                          | Shawna Mills                | Steve Borst                    | 2024. június 10.   | 2025. június 5.  |                      |     |        |                               |                                            |                 | 2024. november 14. |                 |
| 8.  | 8.  | Peace of Pizza                            | A békepizza                         | Adriel Garcia               | Neyah Barbee és Sammie Crowley | 2024. június 11.   | 2025. június 6.  |                      |     |        |                               |                                            |                 | 2024. november 14. |                 |
| 8.  | 8.  | A New Dev-elopment                        | Az új fejlemény                     | Shawna Mills                | Neyah Barbee                   | 2024. június 12.   | 2025. június 9.  |                      |     |        |                               |                                            |                 | 2024. november 14. |                 |
| 9.  | 9.  | Cookie's Court                            | Bosszúból a bíróságra               | Nico Selma                  | Kayla Renee Brooks             | 2024. június 13.   | 2025. június 10. |                      |     |        |                               |                                            |                 | 2024. november 14. |                 |
| 9.  | 9.  | Work Her Magic                            | Munkamágia                          | Shawna Mills                | Kayla Renee Brooks             | 2024. július 23.   | 2025. június 11. |                      |     |        |                               |                                            |                 | 2024. november 14. |                 |
| 10. | 10. | Lost and Founder's Day                    | Volt, nincs, lesz                   | Shawna Mills és Nico Selma  | James III                      | 2024. július 22.   | 2025. június 12. |                      |     |        |                               |                                            |                 | 2024. november 14. |                 |
| 10. | 10. | Lost and Founder's Day                    | Volt, nincs, lesz                   | Shawna Mills és Nico Selma  | James III                      | 2024. július 22.   | 2025. június 13. |                      |     |        |                               |                                            |                 | 2024. november 14. |                 |
| 11. | 11. | Crock to the Future                       | Crock a jövőbe                      | Adriel Garcia               | James III                      | 2024. július 23.   | 2025. június 12. | 2025. szeptember 1.  |     |        |                               |                                            |                 |                    |                 |
| 11. | 11. | Battle of the Dimmsonian                  | A dimmsoniani csata                 | Adriel Garcia               | Wilder Smith                   | 2024. július 24.   | 2025. június 12. | 2025. szeptember 1.  |     |        |                               |                                            |                 |                    |                 |
| 12. | 12. | Patty Possum's Party Playground           | Patty Possum bulis játszótere       | Shawna Mills                | Wilder Smith                   | 2024. július 24.   | 2025. június 12. | 2025. szeptember 2.  |     |        |                               |                                            |                 |                    |                 |
| 12. | 12. | A Date to Remember                        | Emlékezetes randi                   | Nico Selma                  | Neyah Barbee                   | 2024. július 25.   | 2025. június 12. | 2025. szeptember 2.  |     |        |                               |                                            |                 |                    |                 |
| 13. | 13. | Lost in Fairy World                       | Elveszve Tündérországban            | Adriel Garcia               | James III                      | 2024. július 25.   | 2025. június 12. | 2025. szeptember 3.  |     |        |                               |                                            |                 |                    |                 |
| 13. | 13. | The Treble with Rivals                    | Rivalizálás                         | Shawna Mills                | Wilder Smith                   | 2024. július 29.   | 2025. június 12. | 2025. szeptember 3.  |     |        |                               |                                            |                 |                    |                 |
| 14. | 14. | Rattleconda Racers                        | Csörgőkonda-vadászat                | Nico Selma                  | Neyah Barbee                   | 2024. július 29.   | 2025. június 12. | 2025. szeptember 4.  |     |        |                               |                                            |                 |                    |                 |
| 14. | 14. | Dig a Little Deeper                       | A mélység titka                     | Adriel Garcia               | Alec Schwimmer                 | 2024. július 30.   | 2025. június 12. | 2025. szeptember 4.  |     |        |                               |                                            |                 |                    |                 |
| 15. | 15. | Operation: Birthday Takeback              | Szülinap-visszaszerző művelet       | Shawna Mills és Nico Selma  | Wilder Smith                   | 2024. július 31.   | 2025. június 12. | 2025. szeptember 5.  |     |        |                               |                                            |                 |                    |                 |
| 16. | 16. | Potazel Potahzel                          | Hazel, a krumpli                    | Shawna Mills                | Ashleigh Crystal Hairston      | 2024. július 30.   | 2025. június 12. | 2025. szeptember 8.  |     |        |                               |                                            |                 |                    |                 |
| 16. | 16. | The Haunting of Wells House               | A Wells-ház szelleme                | Adriel Garcia               | James III                      | 2024. augusztus 1. | 2025. június 12. | 2025. szeptember 8.  |     |        |                               |                                            |                 |                    |                 |
| 17. | 17. | Best of Luck                              | Balszerencse                        | Nico Selma                  | Lindsay Katai                  | 2024. augusztus 1. | 2025. június 12. | 2025. szeptember 9.  |     |        |                               |                                            |                 |                    |                 |
| 17. | 17. | Hazel Wells and the Multiverse of Jenkins | Hazel Wells és Jenkins multiverzuma | Adriel Garcia               | James III                      | 2024. augusztus 5. | 2025. június 12. | 2025. szeptember 9.  |     |        |                               |                                            |                 |                    |                 |
| 18. | 18. | Growing Pains                             | Növekvő fájdalmak                   | Shawna Mills                | Neyah Barbee                   | 2024. augusztus 5. | 2025. június 12. | 2025. szeptember 10. |     |        |                               |                                            |                 |                    |                 |
| 18. | 18. | Fairy for a Day                           | Egynapos tündér                     | Nico Selma                  | Wilder Smith                   | 2024. augusztus 6. | 2025. június 12. | 2025. szeptember 10. |     |        |                               |                                            |                 |                    |                 |
| 19. | 19. | Stuck in My Head                          | Elmezavar                           | Adriel Garcia               | Kayla Renee Brooks             | 2024. augusztus 6. | 2025. június 12. | 2025. szeptember 11. |     |        |                               |                                            |                 |                    |                 |
| 19. | 19. | Mind the Gap                              | A rés                               | Shawna Mills                | Neyah Barbee                   | 2024. augusztus 7. | 2025. június 12. | 2025. szeptember 11. |     |        |                               |                                            |                 |                    |                 |
| 20. | 20. | The Battle of Big Wand                    | Csata a Nagy Pálcáért               | Nico Selma és Adriel Garcia | James III                      | 2024. augusztus 8. | 2025. június 12. | 2025. szeptember 12. |     |        |                               |                                            |                 |                    |                 |

## A sorozat készítése
2023 júniusában a Paramount Global és a Nickelodeon levédte a címet. Ugyanebben a hónapban Norris megerősítette, hogy egy új Tündéri keresztszülők projekt van készülőben. 2024. február 23-án hivatalosan bejelentették a sorozatot. A sorozatot a FredFilms, a Billionfold Inc, és a Nickelodeon Animation Studio gyártja. A CG animációt a dublini Giant Animation készítette.